# Stranzendorf
Stranzendorf ist eine Ortschaft und eine Katastralgemeinde der Gemeinde Rußbach im Bezirk Korneuburg in Niederösterreich. Die Ortschaft hat 302 Einwohner (Stand 1. Jänner 2024). Bis Ende 1969 war Stranzendorf eine selbständige Gemeinde.

## Geografie
Das kleine Dorf, das über die Tullner Straße erschlossen wird, ist ein Straßendorf mit Haken- und Zwerchhöfen.

## Geschichte
Laut Adressbuch von Österreich waren im Jahr 1938 in der Ortsgemeinde Stranzendorf ein Bäcker, zwei Fleischer, ein Friseur, zwei Gastwirte, zwei Gemischtwarenhändler, ein Sattler, ein Schmied, drei Schuster, ein Tischler, drei Viehhändler und einige Landwirte ansässig.
Am 1. Jänner 1970 wurden im Zuge der Niederösterreichischen Kommunalstrukturverbesserung die bis dahin selbständigen Gemeinden Niederrußbach, Oberrußbach und Stranzendorf  zur Gemeinde Rußbach zusammengelegt.